# Atánatos

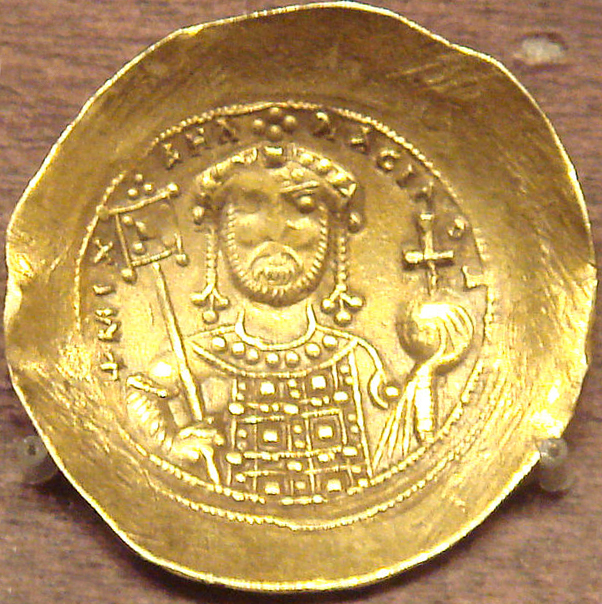
Miguelato (histameno) de r.

Atánatos (em grego: Ἀθάνατοι; romaniz.: Athánatoi) foram uma das unidades tagmas de elite do Império Bizantino, recrutadas durante o final do século X. Deriva de a- ("sem") + tânato ("morte"). Eles foram um corpo de homens jovens de estatuto nobre originalmente recrutados por João I Tzimisces (r. 969–976) em 970 para sua guerra contra os rus', onde desempenharam um papel decisivo nas batalhas diante de Preslav e durante o cerco de Dorostolo. A unidade foi comandada por um doméstico, como muitos dos outros tagmas, e em campanha acampou próximo da guarda imperial, o Heteria. O historiador contemporâneo Leão, o Diácono descreve os atánatos como uma cavaleria de choque pesadamente blindada, "revestida de armadura" ou como "cavaleiros armados adornados com ouro". A unidade de Tzimisces provavelmente foi desmantelada após sua morte, uma vez que não aparece novamente nas fontes.
O nome dos atánatos foi revivido durante o reinado de Miguel VII Ducas (r. 1071–1078), quando seu ministro Niceforitzes reorganizou o exército. Esta reorganização foi parte de um esforço de enfrentar uma grande crise militar que se seguiu no império após a derrota desastrosa sofrida pelos bizantinos contra os turcos seljúcidas na batalha de Manzicerta em 1071. Os seljúcidas subsequentemente invadiram muito da Ásia Menor, que forneceu o principal campo de recrutamento para o exército pré-Manzicerta. Como parte do processo de reorganização, as tropas provinciais remanescentes dos temas orientais (províncias militares) foram trazidas juntas como os atánatos, fornecendo um novo regimento tagmático. Os novos atánatos podem ter sido de cavalaria, como a maior parte do antigo exército de campo bizantino, mas isso é incerto.
Documentos contemporâneos parecem situar os atánatos entre outros contingentes estrangeiros, mas estudiosos modernos geralmente consideram que a unidade foi composta por nativos bizantinos. O historiador bizantino Nicéforo Briênio, o Jovem registra que os imortais contavam 10 000, mas isso é mais provavelmente uma alusão à antiga guarda imortal persa. A nova unidade lutou sob o futuro imperador Aleixo I Comneno (r. 1081–1118) na batalha de Calávrita (1078) contra o general rebelde Nicéforo Briênio, o Velho, e são mencionados nas guerras contra os pechenegues nos anos 1090, mas desaparecem dai em diante, junto com outra criação contemporânea, os arcontópulos.